# Pseudyrias tyei
Pseudyrias tyei là một loài bướm đêm trong họ Noctuidae.